# حصار كيهل (1796 – 1797)
استمر حصار كيهل (بالانجليزية: Siege of Kehl) من 26 أكتوبر عام 1796 حتى 9 يناير عام 1797. قامت عائلتي هابسبورغ وفورتمبيرغ النظاميون البالغ عددهم 40,000 تحت قيادة ماكسيميليان أنطون كارل كونت بيليت دي لاتور، بمحاصرة التحصينات التي تسيطر عليها فرنسا في قرية كيهل في مرغريفية بادن دورلاخ الألمانية. مثلت التحصينات في كيهل رأس جسر مهم فوق نهر الراين إلى ستراسبورغ، وهي مدينة تقع تحت سيطرة الرهبنة الكرملية وتُعدّ معقلًا للثورة الفرنسية. عُدّت هذه المعركة جزءًا من حملة الراين عام 1796خلال فترة حرب التحالف الأول.
في تسعينيات القرن الثامن عشر، كان نهر الراين وعرًا ومن الصعب عبوره، وخاصة في بعض الأجزاء منه التي فعلًا كانت شاقة أكثر مما أصبحت عليه في القرن الحادي والعشرين بأربع مرات، حتى في ظل ظروف طبيعية من دون حدوث فيضانات. جرفت قنواتها وروافدها عبر المستنقعات والمروج، ما أدّى إلى تشكيل جزر من الأشجار والنباتات التي غمرتها الفيضانات بالتناوب أو شهدت مواسم الجفاف. في مدينتي كيهل وستراسبورغ، تم وضع مجمع من الجسور والبوابات والتحصينات والسدود التي تم تشييدها من قِبَل المهندس المعماري للقلعة سيباستيان فوبان في القرن السابع عشر. تم التنافس على المعابر في عام 1678 خلال الحرب الفرنسية الهولندية، ثم في عام 1703 خلال حرب الخلافة الإسبانية، وأيضًا في عام 1733 خلال حرب الخلافة البولندية، وفي وقت سابق في عام 1796 عندما عبر الفرنسيون إلى الولايات الألمانية في 23-24 يونيو. من بين الأمور الحاسمة للنصر الفرنسي قدرة الجيش على عبور نهر الراين بسهولة. أتاحت المعابر في هونينغن بالقرب من مدينة بازل السويسرية والمعبر عند كيل، لهم الوصول بسهولة إلى معظم أجزاء جنوب غرب ألمانيا؛ من هناك أصبحت الفرصة أكبر للجيوش الفرنسية لاجتاح الشمال أو الجنوب أو الشرق بحسب هدفها العسكري.
طوال صيف عام 1796، طارد الفرنسيون والنمساويون بعضهم البعض ذهابًا وإيابًا عبر الولايات الألمانية الجنوبية. بحلول أكتوبر، دفعت قوة هابسبورغ، بقيادة الأرشيدوق كارل دوق تيشن، الفرنسيين إلى نهر الراين. مع انتهاء معركة شلينغن في 24 أكتوبر، انسحب الجيش الفرنسي جنوبًا وغربًا نحو نهر الراين. عرض القائد الفرنسي، جان فيكتور ماري مورو، هدنةً استمالت الأرشيدوق إلى قبولها. أراد الأرشيدوق كارل تأمين معابر الراين حتى يتمكن من إرسال قواته إلى شمال إيطاليا للتخفيف عن داغوبيرت سيغموند فون ورمسير في مانتوا المحاصرة؛ إذ كانت الهدنة مع مورو ستسمح له بفعل ذلك. ومع هذا، رفض شقيقه فرانتس الثاني، الإمبراطور الروماني المقدس، والمستشارون العسكريون المدنيون لمجلس أوليتش بشكل قاطع مثل هذه الهدنة، ما أجبر الأرشيدوق كارل على الأمر بحصار متزامن في هونينغن وكيهل، ما أدّى إلى ربط جيوشه ببعضها على طول نهر الراين لمعظم فصل الشتاء.
في 18 سبتمبر من عام 1796، تمكّن النمساويون بشكل مؤقت من السيطرة على رؤوس الجسور التي انضمت إلى كيهل وستراسبورغ حتى أجبرتهم هجمة فرنسية مضادة قوية على التراجع. ظل الوضع قائمًا حتى أواخر أكتوبر. مباشرةً بعد معركة شلينغن، بينما انسحب معظم جيش مورو جنوبًا لعبور نهر الراين في هونينغن، انتقل الكونت بيليت لاتور شمالًا إلى كيهل لبدء الحصار. في 22 نوفمبر، كاد المدافعون الفرنسيون في كيهل، بقيادة لويس شارل أنطوان دوزيه والقائد العام للجيش الفرنسي في نهر الراين وموزيل، جان فيكتور ماري مورو، أن ينهوا الحصار عندما نفذوا طلعة جوية كادت أن تستولي على معقل المدفعية النمساوية. ومع ذلك، في أوائل ديسمبر، وسّع النمساويون الحصار بربطهم سلسلة من بطاريات المدفعيات على شكل نصف دائرة حول القرية والجسور. بحلول أواخر ديسمبر، كانت البطاريات النمساوية المكتملة المتصلة بالتحصين الفرنسي الذي تم الاستيلاء عليه تُدعى بونيه دو بريتر؛ من هذه المواقع، قصف النمساويون الدفاعات الفرنسية بنيران العدو. بعد أن تعرضت الدفاعات لقصف عنيف من المحاصرين، استسلم المدافعون الفرنسيون وانسحبوا في 9 يناير من عام 1797.